# آشانتی
آشانتی شیکویا دوگلاس (زاده ۱۳ اکتبر ۱۹۸۰) خواننده-ترانه سرا، تهیه کننده موسیقی، رقصنده، بازیگر و مانکن آمریکایی است. او در اوایل دهه ۲۰۰۰ به شهرت رسید. آشانتی به خاطر اولین آلبومش به نام آشانتی معروف شد که آهنگ فولیش از این آلبوم پرفروش‌ترین آهنگ هفته نخست انتشار با فروش بیش از ۵۰۳٬۰۰۰ نسخه در آوریل ۲۰۰۲ در آمریکا شد. این آلبوم رکورد بیشترین فروش هفته نخست انتشار برای یک هنرمند زن را ثبت کرد، که پرفروشتر از فروش‌های هفته نخست آلیشا کیز و لارین هیل بود. در همان هفته او اولین خواننده زنی شد که دو آهنگ نخست از ۱۰۰ آهنگ داغ بیلبورد را با آهنگ‌های «فولیش» و «واتس لاو؟»، به نام خود ثبت کرد. آشانتی دوباره با اول شدن سه آهنگ «فولیش»، «واتس لاو؟» و «آلویز آن تایم» در ۱۰۰ آهنگ داغ بیلبورد در همان هفته رکورد دیگری ثبت کرد، و اولین زنی شد که به این موفقیت دست یافت. در سال ۲۰۰۳ او با آلبومی که به نام خودش نام گذاری شده بود اولین جایزه گرمی برای بهترین آلبوم آر اند بی را بدست آورد. او تا سال ۲۰۰۸ در حدود ۱۵ میلیون نسخه از آهنگ‌هایش را در جهان به فروش رساند. آشانتی دهه ۲۰۰۰ را به عنوان سومین هنرمند سبک آر اند بی پس از آلیشا کیز و بیانسه به پایان رسانید. او همچنین رتبه ۳۸ بهترین هنرمند دهه را به خود اختصاص داد. و آهنگ «فولیش» با فروش بیش از ۷٫۴ میلیون نسخه در آمریکا رتبه ۱۷ دهه را به خود اختصاص داد.
از فیلم‌های او می‌توان به بازی در مربی کارتر اشاره کرد.

## آلبوم‌ها
- آشانتی (۲۰۰۲)
- فصل ۲ (۲۰۰۳)
- رز بتنی (۲۰۰۴)
- اظهارنامه (۲۰۰۸)
- شجاع دل (۲۰۱۲)